# Miloš Alexander Bazovský
Miloš Alexander Bazovský (Nagyturány, 1899. január 11. – Trencsén, 1968. december 15.) szlovák festő, akit a népművészet ihletett, a szlovák modern művészet megalapítója.

## Élete
Tanulmányait a Magyar Királyi Képzőművészeti Akadémián, a prágai Képzőművészeti Akadémián és egy bécsi magánfestőiskolán végezte. Munkásságának első szakaszában impresszionista stílusban örökíti meg a tájakat. Később festőtársai hatásai is megmutatkoznak, megjelenik a népi ember monumentális alakja. Szintetikus képi hivatkozásra való törekvés jellemzi. A kiindulópont egy rajz, egy vonal, később a stilizáció átkerül egy festményre. Ebben az aszimmetrikus kompozíció, a paletta kicsinyítése és a téma drámai bemutatása jellemzik.
1930 és 1934 között Janko Alexy és Palugyay Zoltán festőművészekkel a szlovák művészet megújítására olyan művek létrehozását határozták el, amelyek témája Közép-Szlovákia legjellegzetesebb régióiból származik. 1939 és 1945 között a munkássága gyakran volt politikai és művészettörténeti támadások célpontja.
A harmincas évek második felében kubista stílusban festett. A negyvenes évek elejétől a barnás szín uralkodik a művein, amit részben megzavar a vörös és zöld tónusok kontrasztja. Az ötvenes években is fejleszti ezt a típust, nem enged a szocialista realizmus nyomásának, egyedül és elzártan alkotott. 1964-ben a Nemzet Művésze címmel jutalmazták.

## Művei (válogatás)

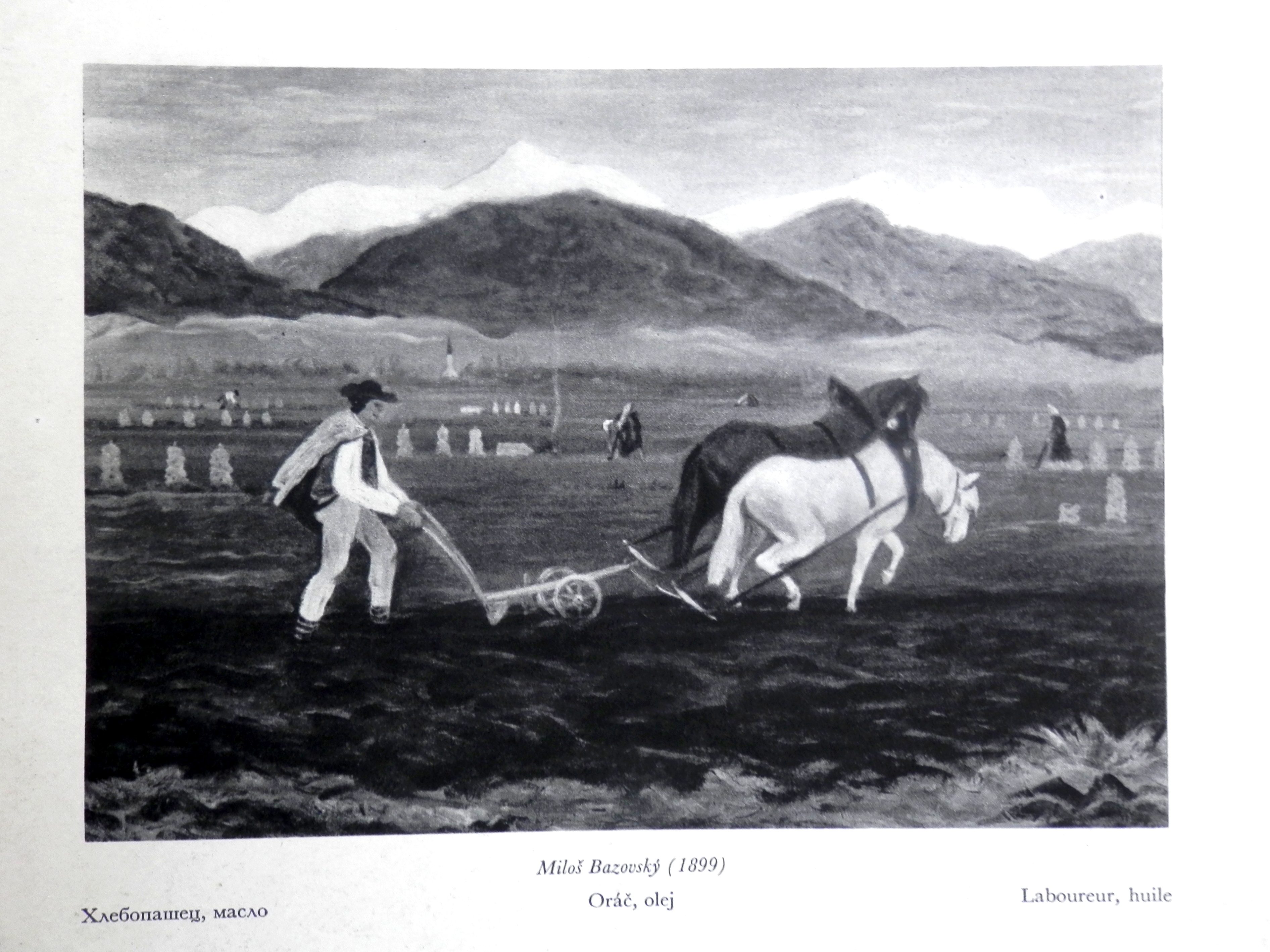
Oráč (A szántóvető)

- Karácsony
- Szlovák faluban
- A felső végére
- Forró nap
- Négyzet
- A legelőről
- Sárga híd
- Malatina
- Este a faluban

## Fordítás
- Ez a szócikk részben vagy egészben  a   Miloš Alexander Bazovský című cseh Wikipédia-szócikk fordításán alapul.  Az eredeti cikk szerkesztőit annak laptörténete sorolja fel. Ez a jelzés csupán a megfogalmazás eredetét és a szerzői jogokat jelzi, nem szolgál a cikkben szereplő információk forrásmegjelöléseként.